# Hapalomantis abyssinica
Hapalomantis abyssinica är en bönsyrseart som beskrevs av Max Beier 1931. Hapalomantis abyssinica ingår i släktet Hapalomantis och familjen Iridopterygidae. Inga underarter finns listade i Catalogue of Life.